# Euphorbia ledienii
Euphorbia ledienii ist eine Pflanzenart aus der Gattung Wolfsmilch (Euphorbia) in der Familie der Wolfsmilchgewächse (Euphorbiaceae). Benannt wurde die Art nach Franz Ledien (1859–1912), einem Obergarteninspektor am Botanischen Garten in Dahlem.

## Beschreibung
Die sukkulente Euphorbia ledienii wächst als Strauch bis 2 Meter Höhe und verzweigt sich von der Basis her. Die aufrechten und scharf vier- bis siebenkantigen Triebe werden bis 5,5 Zentimeter dick und sind durch leichte Einschnürungen in längliche Abschnitte gegliedert. An den Kanten stehen, im Abstand von 18 Millimeter zueinander buchtige Zähne. Die verlängerten Dornenschildchen stehen einzeln oder sind verwachsen. Die Dornen werden bis 6 Millimeter lang.
Der Blütenstand besteht aus einfachen Cymen, die zu dritt horizontal angeordnet sind. Die Blütenstiele werden bis 3 Millimeter lang und die gelben Cyathien erreichen 5 Millimeter im Durchmesser. Die länglichen Nektardrüsen berühren sich. Die stumpf gelappte Frucht wird bis 7 Millimeter groß und ist etwa 6 Millimeter lang gestielt.

## Verbreitung und Systematik
Euphorbia ledienii ist in Südafrika in der Provinz Ostkap verbreitet.
Die Erstbeschreibung erfolgte 1906 durch Alwin Berger.
Es werden folgende Varietäten unterschieden:
- Euphorbia ledienii var. dregei N.E.Br.; im Unterschied zur Stammart werden 2 bis 4 Cymen ausgebildet und die Cyathien werden bis 4 Millimeter groß.
- Euphorbia ledienii var. ledienii

In Kultur weit verbreitet ist eine Wuchsform mit cristaten Trieben. Diese trägt den Beinamen „Euphorbia Manda's Cow Horn“.